# 孜东曲德寺
孜东曲德寺，位于西藏自治区日喀则地区南木林县艾玛乡孜东村，是一座藏传佛教萨迦派寺院。

## 简介
孜东曲德寺是位于西藏自治区日喀则地区南木林县艾玛乡孜东村的一座藏传佛教萨迦派寺院，坐落在孜东村的北土姑山南麓。
孜东村以制作“孜东铜器”著称。传说，八思巴为制作大佛像，从尼泊尔请来几位大师到曲徳寺制作佛像，同时也派孜东村的几位村民帮忙。孜东村人见尼泊尔人技艺精湛，便想拜师学艺，但尼泊尔人不愿将技术外传，孜东人便偷偷学习。结果孜东人一学便会，甚至比尼泊尔人做得还出色。另一种传说是，松赞干布时期，因得知孜东村人都很聪明，松赞干布便派3名孜东村人到尼泊尔学习铜器制作技术，3人学成回来后，带动孜东村许多人从事铜器工艺品制作。
2012年，孜东曲德寺僧人达瓦被评为西藏自治区爱国守法先进僧尼。
孜东曲德寺的主要宗教节日是“普珠”（跳神节）。